# Statuia Lupoaicei din Timișoara
Statuia Lupoaicei din Timișoara este o statuie înfățișînd  legenda întemeietorilor  Romei, frații Romulus și Remus, alăptați de o lupoaică. Statuia redă legenda întemeierii Romei, conform căreia cei doi frați care au întemeiat orașul au fost îngrijiți de o lupoaică.

## Localizare
Monumentul, aflat în Piața Victoriei, reprezintă un cadou făcut Timișoarei de către municipalitatea orașului Roma, ca un simbol al latinității care unește popoarele român și italian. Este amplasată în centrul orașului, în piața dintre Operă și Catedrala Mitropolitană. 

## Descriere
Statuia, din bronz, este o copie a celebrei „Lupa Capitolina” din capitala Italiei, amplasată pe o coloană de 4,96 m.

## Istorie

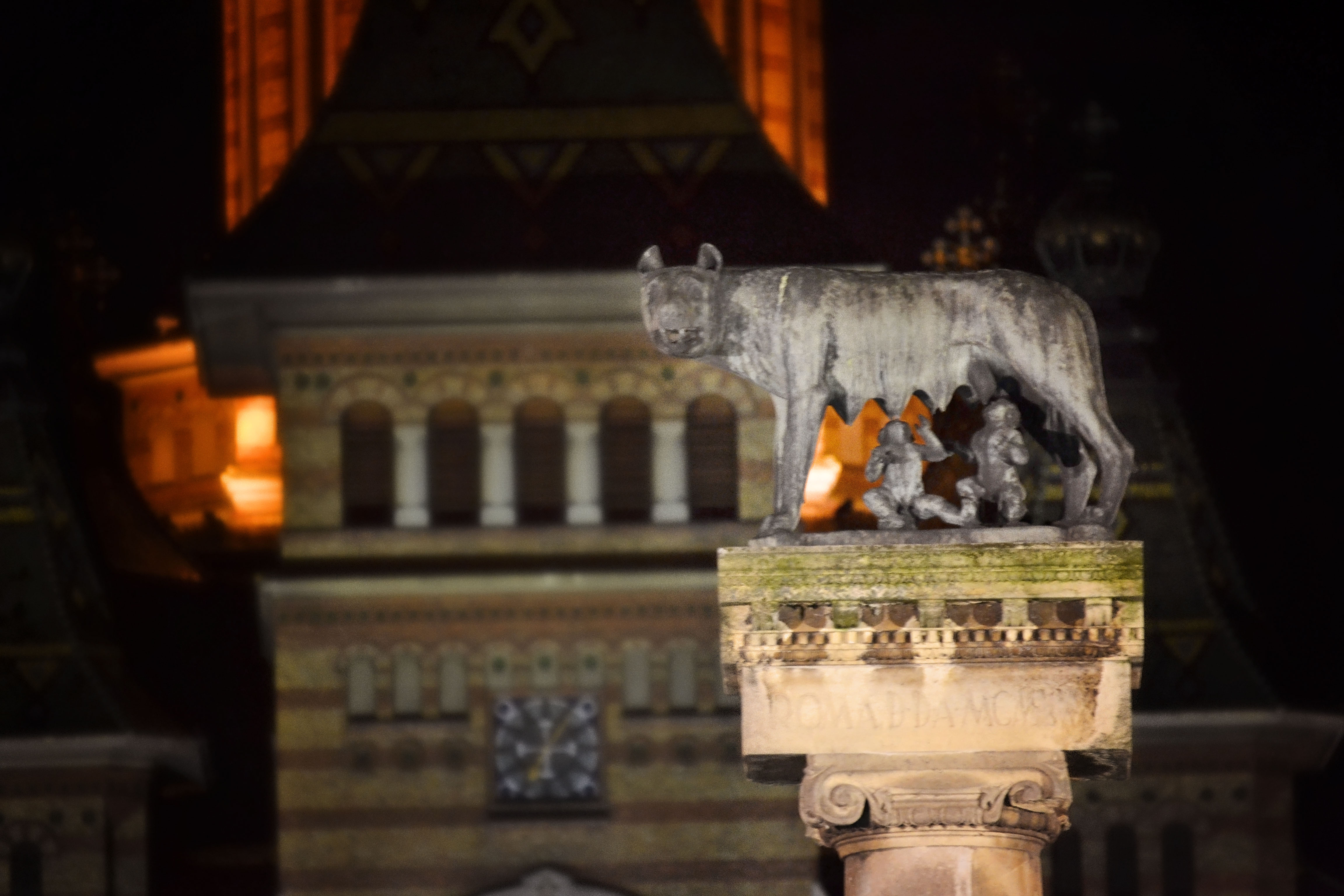
Statuia Lupoaicei noaptea

Inaugurarea monumentului a avut loc la 23 aprilie 1926 în prezența a 10 000 de oameni. La eveniment au luat parte dr. Samuil Șagovici, primarul Timișoarei, Vasile Goldiș, ministrul cultelor, Grigore Trancu-Iași, ministrul muncii precum și delegați de-ai lui Mussolini, conducătorul statului italian din acea vreme. Predarea s-a făcut de către consulul Italiei la Timișoara, Giulio Cesare Codeca. Solemnitatea a decurs cu totala excludere de la orice rol a fostului primar al Timișoarei dr. Lucian Georgevici, obligat să demisioneze în 17 aprilie, într-un climat tensionat.
În urma dictatului de la Viena prin care Ungaria a primit Transilvania de Nord, centrul Timișoarei a fost locul unei manifestații de protest. Deoarece Italia, aflată sub conducerea liderului Benito Mussolini (supranumit „Il duce”), sprijinise pretențiile Ungariei, statuia a atras nemulțumirea manifestanților care au protestat împotriva ei, ea fiind vremelnic îndepărtată din centrul Timișoarei. În graiul bănățean, s-a scandat atunci „Duce, duce, ia-ți cățaua și ți-o fuce!”
Începând din decembrie 2012 statuia beneficiază noaptea de iluminat artistic.